# Alfred Otto Herz
Pour les articles homonymes, voir Herz.
Alfred Otto Herz, né le 14 octobre 1856 à Hoyerswerda et mort le 12 juillet 1905, est un explorateur et entomologiste allemand, spécialiste des lépidoptères et des coléoptères.

## Biographie
La société Otto Staudinger - Andreas Bang-Haas (en) à Dresde l'engage pour collecter et préparer des insectes pour eux.
Otto Herz prend ainsi part à leur service à des expéditions entomologiques en Transcaucasie, à Boukhara, en Perse et au Kamtchatka. En Yakoutie, il participe en 1901 à une expédition de collecte de mammouths sur la Berezovka. Il voyage aussi en Chine, en Corée, au Japon, à Hainan et au Siam, lors d'expéditions en partie financées par Nicholas Mikhailovich Romanoff qui a également acheté du matériel directement à Herz ou via Staundinger.
De nombreux lépidoptères collectés par Herz ont été décrits par Sergei Alphéraky (en). Ces insectes collectés se trouvent au Musée zoologique de Saint-Pétersbourg (y compris les insectes Romanoff).

## Honneur
Pungtungia herzi (en) Herzenstein (1892), une espèce de poissons de la famille des Cyprinidae, a été nommé en son honneur, Herz ayant été le premier à le collecter.